# دوري كرة القدم الأمريكية 1966–67
دوري كرة القدم الأمريكية 1966–67 هو موسم من دوري كرة القدم الأمريكية ‏. فاز فيه Baltimore Flyers ‏.